# Cerco de Arpi
O Cerco de Argos Hípio ou Cerco de Arpi foi uma operação militar realizada em 213 a.C. por parte dos exércitos romanos contra os habitantes de Argos Hípio. Os romanos eram comandados pelo cônsul Fábio Máximo, que conseguiu convencer os nobres habitantes de Argos a passarem para o lado romano e a expulsarem os cartagineses da cidade.

## Contexto histórico
Em 214 a.C., Aníbal partiu de Argos para a Campânia e foi seguido por Tibério Semprônio Graco, que marchou com suas forças de Lucéria para Benevento e o filho de Fábio Máximo, o pretor Quinto Fábio Máximo, recebeu ordens de partir para a Apúlia para substitui-lo. Aníbal voltou para seu acampamento principal em Monte Tifata, perto de Cápua, e Hanão, o Velho estava lutando em Brúcio quando recebeu ordens de retornar para o norte, onde atacou, sem sucesso, a cidade de Nola pela terceira vez. Em seguida, ele foi repelido também em Putéolos. Para Aníbal já estava claro que, dada a prudência dos comandantes adversários e a quantidade de exércitos que tinha que enfrentar, seria impossível alcançar novas grandes vitórias campais e ele, com toda probabilidade, aguardava ajuda de Cartago e de Filipe V da Macedônia.
Apesar disto, Aníbal continuou lutando obstinadamente e demostrando grande habilidade também nesta nova fase da guerra, predominantemente defensiva. Os romanos, porém, acumulavam alguns sucessos contra os aliados de Aníbal, reconquistando Compultêria, Telésia e Compsa, no Sâmnio, e Ecas na Apúlia. Aníbal finalmente decidiu seguir para Taranto esperando que pelo menos esta cidade grega traísse os romanos e se juntasse a ele, abrindo-lhe finalmente um porto marítimo do qual necessitava desesperadamente.

## Casus belli
No ano seguinte (213 a.C.), a guerra contra Aníbal foi deixada a cargo dos dois novos cônsules, Quinto Fábio Máximo, filho de Fábio Máximo e acompanhado por ele, que serviu como seu legado, na Apúlia e Tibério Semprônio Graco, na Lucânia.
No acampamento de Suéssula, onde os dois Fábios estavam acampados e prontos para partirem para a Apúlia, chegou secretamente, durante a note, um cidadão de Argos Hípio, Daso Altínio, com três escravos. Ele prometeu ao cônsul entregar-lhe a cidade em troca de uma recompensa. Durante o conselho de guerra que se seguiu, alguns aconselharam Fábio a executá-lo como um desertor, pois este mesmo Daso, depois da Batalha de Canas, havia passado para o lado de Aníbal e entregou-lhe a cidade. E, como o destino parecia favorecer Roma, ele estava disposto a "compensar a traição do passado com uma nova traição":
| “ | Aliado indigno de confiança, um inimigo digno de desprezo, ele estava sempre pronto de um lado esperando para entregar suas simpatias para o outro lado. | ” |
|   | — Lívio, Ab Urbe Condita XXIV, 45.3. |   |

Fábio, o pai, acreditava, contrariamente, que naquele momento particular da guerra, era necessário considerar Dasio Altínio nem como inimigo e nem como um aliado a ser mantido em liberdade vigiada em alguma cidade fiel a Roma, não muito longe do acampamento. E somente no final da guerra se poderia decidir o que fazer com ele, se puni-lo ou perdoá-lo. Naquele momento era mais do que necessário evitar que Roma fosse abandonada por outras cidades, permitindo que elas se juntassem aos cartagineses. No final, sua opinião prevaleceu e foi aprovada por todos. Altínio foi entregue aos embaixadores de Cales, que receberam ordens de guardarem uma grande quantidade ouro que ele levava consigo. Quando chegou a notícia em Argos de que Altínio havia sido levado à força, muitos nobres, apavorados, enviaram embaixadores a Aníbal. Aníbal, aproveitando a oportunidade de se apoderar das propriedades de um homem tão rico, convocou a mulher e os filhos de Altínio e, depois de saber quanto ouro e prata ele havia deixado em sua casa, mandou queimá-los vivos.

## Cerco
O cônsul Fábio, partindo de Suéssula, seguiu para tomar Argos e acampou a cerca de 750 metros de distância da muralha da cidade. Depois de analisar a posição da cidade e suas fortificações, percebeu que a melhor porção defensiva da muralha era também a menos vigiada e decidiu, por conta disto, de realizar pessoalmente um assalto naquele ponto.
Depois de tudo preparado para atacar a cidade, escolheu o melhor centurião de todo o seu exército e o colocou no comando dos tribunos mais corajosos e mais 600 soldados. Eles receberam ordens de carregar a escada no momento combinado, o quarto turno da guarda (entre três e seis horas da madrugada). O local era uma porta baixa e estreita que dava para uma estrada pouco frequentada em uma parte quase deserta da cidade. O cônsul ordenou-lhes que, uma vez escalado o muro, os soldados deveriam abrir a porta pelo lado de dentro para permitir que o restante do exército romano invadissem, também depois de um sinal sonoro pré-combinado. O plano foi ajudado por uma forte chuva que começou por volta da meia-noite, o que fez com que os sentinelas saíssem de suas posições no muro para abrigarem nos edifícios mais próximos. Além disto, o barulho da chuva impediu que eles ouvissem o barulho da abertura da porta.
Quando os romanos finalmente tomara a porta, os cornicines soaram as trombetas para avisar o cônsul. Fábio ordenou que suas tropas deixassem o acampamento e, pouco antes da madrugada, entrou na cidade atravessando a porta aberta. Os habitantes da cidade começaram a acordar, pois a chuva havia cessado e o dia amanhecia. Na cidade estava uma guarnição de Aníbal formada por cinco mil homens enquanto que os arpianos tinham outros três mil soldados.
Os cartagineses foram os primeiros e encontrar os romanos. Inicialmente o combate se deu nas estreitas ruas da cidade. Mais tarde, os cidadãos de Argos e os romanos começaram a falar entre si. Aos primeiros foi perguntado o motivo pelo qual, eles, que eram italianos, haviam preferido se aliar com os cartagineses, transformando a Itália numa tributária da África:
| “ | Os habitantes de Argos se desculparam, alegando que não tinham conhecimento de nada e que haviam sido vendidos por seus líderes a Aníbal. | ” |
|   | — Lívio, 'Ab Urbe Condita XXIV 47.6. |   |

No final, o pretor de Argos foi levado perante o cônsul. Reassegurando aos romanos sua fidelidade, os habitantes de Argos imediatamente se voltaram contra os cartagineses em favor dos romanos. Também os iberos, que eram pouco menos de 1 000, entregaram a Fábio seus estandartes sem pedir condição alguma, exceto a de poderem sair ilesos da cidade, que era uma prisão cartaginesa. As portas foram abertas e os cartagineses puderam fugir para Salápia, onde estava Aníbal.

## Consequências
Desta forma, Argos Hípio, sem perdas ou baixas, com exceção da morte de um único traidor, se aliou aos romanos. As tropas iberas receberam uma dupla ração de cereais.